# Premier district congressionnel de Virginie
Le 1er district congressionnel de Virginie est un district situé dans le Commonwealth de Virginie.
Le district est parfois appelé « le premier district de l'Amérique » car il comprend le triangle historique de Jamestown, Williamsburg et Yorktown. Au XVIIIe et au début du XIXe siècle, il comprenait le nord-ouest de la Virginie (qui est devenu le Comté de Frederick, en Virginie, ainsi que l'enclave orientale de la Virginie-Occidentale après la guerre civile américaine). Le district comprend d'importantes installations militaires et est représenté par le Républicain Rob Wittman depuis 2007.
En 2016, le 3e district adjacent a été jugé inconstitutionnel. De nouveaux districts ont été dessinés,.

## Géographie
À partir de 2023, le 1er district couvre tout ou partie des subdivisions politiques suivantes,.

### Comtés
- Chesterfield
- Essex
- Gloucester
- Hanover
- James City
- King and Queen
- King William
- Lancaster
- Mathews
- Middlesex
- New Kent
- Northumberland
- Richmond
- Westmoreland
- York

### Villes
- Poquoson
- Williamsburg

## Historique de vote

### Résultats sous les frontières actuelles (depuis 2023)
| Année | Poste                 | Résultats                       |
| ----- | --------------------- | ------------------------------- |
| 2012  | Président             | Romney 59,2 % - 39,6 %          |
| 2012  | Sénat                 | Allen 57,4 % - 42,5 %           |
| 2013  | Gouverneur            | Cuccinelli (en) 53,8 % - 36,4 % |
| 2013  | Lieutenant-Gouverneur | Jackson (en) 51,0 % - 48,9 %    |
| 2013  | Procureur Général     | Obenshain (en) 60,0 % – 39,9 %  |
| 2014  | Sénat                 | Gillespie 57,7 % - 39,5 %       |
| 2016  | Président             | Trump 53,7 % – 40,1 %           |
| 2017  | Gouverneur            | Gillespie 54,6 % - 44,2 %       |
| 2017  | Lieutenant-Gouverneur | Vogel (en) 57,2 % - 42,7 %      |
| 2017  | Procureur Général     | Adams (en) 57,0 % – 42,9 %      |
| 2018  | Sénat                 | Stewart (en) 49,8 % - 48,1 %    |
| 2020  | Président             | Trump 52,4 % - 45,7 %           |
| 2020  | Sénat                 | Gade (en) 52,9 % - 47,1 %       |
| 2021  | Gouverneur            | Youngkin 58,0 % - 41,4 %        |
| 2021  | Lieutenant-Gouverneur | Sears 58,2 % - 41,7 %           |
| 2021  | Procureur Général     | Miyares (en) 58,1 % - 41,8 %    |

### Résultats sous les anciennes frontières
| Année | Poste                 | Résultats                               |
| ----- | --------------------- | --------------------------------------- |
| 1996  | Président             | Dole 52,0 % - 40,0 %                    |
| 1996  | Sénat                 | Warner 58,0 % - 42,0 %                  |
| 1997  | Gouverneur            | Gilmore 60,0 % - 38,0 %                 |
| 1997  | Lieutenant-Gouverneur | Hager (en) 55,0 % - 40,0 %              |
| 1997  | Procureur Général     | Earley (en) 62,0 % - 38,0 %             |
| 2000  | Président             | Bush 58,0 % - 39,0 %                    |
| 2000  | Sénat                 | Allen 56,0 % - 44,0 %                   |
| 2001  | Gouverneur            | Earley (en) 51,0 % - 49,0 %             |
| 2001  | Lieutenant-Gouverneur | Katzen (en) 53,0 % - 46,0 %             |
| 2001  | Procureur Général     | Kilgore (en) 51,0 % - 46,0 %            |
| 2002  | Sénat                 | Warner 85,0 % - 8 % - 6 %               |
| 2004  | Président             | Bush 60,0 % - 39,0 %                    |
| 2005  | Gouverneur            | Kilgore (en) 51,0 % - 46,0 %            |
| 2005  | Lieutenant-Gouverneur | McDonnell 56,0 % - 43,0 %               |
| 2005  | Procureur Général     | Bolling 56,0 % - 44,0 %                 |
| 2006  | Sénat                 | Allen 54,0 % - 44,0 %                   |
| 2008  | Président             | McCain 51,0 % - 48,0 %                  |
| 2008  | Sénat                 | Warner 61,0 % - 37,0 %                  |
| 2009  | Gouverneur            | McDonnell 65,0 % - 35,0 %               |
| 2009  | Lieutenant-Gouverneur | Bolling 62,0 % - 38,0 %                 |
| 2009  | Procureur Général     | Cuccinelli (en) 58,0 % - 42,0 %         |
| 2012  | Président             | Romney 53,0 % - 45,0 %                  |
| 2012  | Sénat                 | Allen 53,0 % - 47,0 %                   |
| 2013  | Gouverneur            | Cuccinelli (en) 52,0 % - 41,0 % - 6,0 % |
| 2013  | Lieutenant-Gouverneur | Jackson (en) 51,0 % - 49,0 %            |
| 2013  | Procureur Général     | Obenshain (en) 56,0 % – 44,0 %          |
| 2014  | Sénat                 | Gillespie 56,0 % - 42,0 %               |
| 2016  | Président             | Trump 53,0 % – 40,0 %                   |
| 2017  | Gouverneur            | Gillespie 54,0 % - 44,0 %               |
| 2018  | Sénat                 | Stewart (en) 49,0 % - 48,0 %            |
| 2020  | Président             | Trump 51,0 % - 47,0 %                   |
| 2021  | Gouverneur            | Youngkin 58,0 % - 40,0 %                |

## Liste des Représentants du district
| Membre                          | Parti                   | Années                                      | Congrès     | Histoire électorale |
| ------------------------------- | ----------------------- | ------------------------------------------- | ----------- | --- |
| District établit le 4 mars 1789 |                         |                                             |             | |
| Alexander White (en)            | Pro Administration (en) | 4 mars 1789 - 3 mars 1793                   | 1re , 2e    | Élu en 1789. Réélu en 1790. Perd sa réélection. |
| Robert Rutherford (en)          | Anti-Administration     | 4 mars 1793 - 3 mars 1795                   | 3e , 4e     | Élu en 1793. Réélu en 1795. Perd sa réélection. |
| Robert Rutherford (en)          | Républicain-Démocrate   | 4 mars 1795 - 3 mars 1797                   | 3e , 4e     | Élu en 1793. Réélu en 1795. Perd sa réélection. |
| Daniel Morgan                   | Fédéraliste             | 4 mars 1797 - 3 mars 1799                   | 5e          | Élu en 1797. Retrait. |
| Robert Page (en)                | Fédéraliste             | 4 mars 1799 - 3 mars 1801                   | 6e          | Élu en 1799. Retrait. |
| John Smith (en)                 | Républicain-Démocrate   | 4 mars 1801 - 3 mars 1803                   | 7e          | Élu en 1801. Redécoupage vers le 3e district. |
| John G. Jackson (en)            | Républicain-Démocrate   | 4 mars 1803 - 28 septembre 1810             | 8e - 11e    | Élu en 1803. Réélu en 1804. Réélu en 1807. Réélu en 1809. Démissionne. |
| Vacant                          | Vacant                  | 29 septembre 1810 - 20 décembre 1810        | 11e         | |
| William McKinley                | Républicain-Démocrate   | 21 décembre 1810 - 3 mars 1811              | 11e         | Élu pour terminer le mandat de Jackson. Perd sa réélection. |
| Thomas Wilson (en)              | Fédéraliste             | 4 mars 1811 - 3 mars 1813                   | 12e         | Élu en 1811. Perd sa réélection. |
| John G. Jackson (en)            | Républicain-Démocrate   | 4 mars 1813 - 3 mars 1817                   | 13e , 14e   | Élu en 1813. Réélu en 1815. Démissionne. |
| James Pindall (en)              | Fédéraliste             | 4 mars 1817 - 26 juillet 1820               | 15e , 16e   | Élu en 1817. Réélu en 1819. Retrait. |
| Vacant                          | Vacant                  | 27 juillet 1820 - 22 octobre 1820           | 16e         | |
| Edward B. Jackson (en)          | Républicain-Démocrate   | 23 octobre 1820 - 3 mars 1823               | 16e , 17e   | Élu pour terminer le mandat de Pindall. Réélu en 1821. Retrait. |
| Thomas Newton Jr. (en)          | Républicain-Démocrate   | 4 mars 1823 - 3 mars 1825                   | 18e - 21e   | Redécoupage depuis le 21e district et réélu en 1823. Réélu en 1825. Réélu en 1827. Élection invalidée. |
| Thomas Newton Jr. (en)          | Anti-Jacksonien         | 4 mars 1825 - 9 mars 1830                   | 18e - 21e   | Redécoupage depuis le 21e district et réélu en 1823. Réélu en 1825. Réélu en 1827. Élection invalidée. |
| George Loyall (en)              | Jacksonien (en)         | 9 mars 1830 - 3 mars 1831                   | 21e         | Remporte la contestation de l'élection. Perd sa réélection. |
| Thomas Newton Jr. (en)          | Anti-Jacksonien         | 4 mars 1831 - 3 mars 1833                   | 22e         | Élu en 1831. Retrait. |
| George Loyall (en)              | Jacksonien (en)         | 4 mars 1833 - 3 mars 1837                   | 23e , 24e   | Élu en 1833. Réélu en 1835. Retrait. |
| Francis Mallory (en)            | Whig                    | 4 mars 1837 - 3 mars 1839                   | 25e         | Élu en 1837. Perd sa réélection. |
| Joel Holleman (en)              | Démocrate               | 4 mars 1839 - 1er décembre 1840             | 26e         | Élu en 1839. Démissionne. |
| Vacant                          | Vacant                  | 2 décembre 1840 - 27 décembre 1840          | 26e         | |
| Francis Mallory (en)            | Whig                    | 28 décembre 1840 - 3 mars 1843              | 26e , 27e   | Élu pour terminer le mandat de Hollemand. Réélu en 1841. Retrait. |
| Archibald Atkinson (en)         | Démocrate               | 4 mars 1843 - 3 mars 1849                   | 28e - 30e   | Élu en 1843. Réélu en 1845. Réélu en 1847. Retrait. |
| John S. Millson (en)            | Démocrate               | 4 mars 1849 - 3 mars 1853                   | 31e , 32e   | Élu en 1849. Réélu en 1851. Redécoupage vers le 2e district. |
| Thomas H. Bayly (en)            | Démocrate               | 4 mars 1853 - 23 juin 1856                  | 33e , 34e   | Élu en 1853. Réélu en 1855. Décès. |
| Vacant                          | Vacant                  | 24 juin 1856 - 30 novembre 1856             | 34e         | |
| Muscoe R. H. Garnett (en)       | Démocrate               | 1er décembre 1856 - 3 mars 1861             | 34e - 36e   | Élu pour terminer le mandat de Bayly. Réélu en 1857. Réélu en 1859. Retrait. |
| Vacant                          | Vacant                  | 4 mars 1861 - 24 octobre 1861               | 37e         | |
| Joseph E. Segar (en)            | Unioniste               | 24 octobre 1861 - 11 février 1862           | 37e         | Élu en 1861. La Chambre déclare qu'il n'a pas droit au siège. |
| Vacant                          | Vacant                  | 11 février 1862 - 16 mars 1862              | 37e         | |
| Joseph E. Segar (en)            | Unioniste               | 16 mars 1862 - 17 mai 1864                  | 37e , 38e   | Élu pour terminer son propre mandat. Réélu en 1863. La Chambre déclare qu'il n'a pas le droit au siège. |
| District inactif                | District inactif        | 17 mai 1864 - 30 janvier 1870               | 38e - 41e   | Guerre de Sécession et Reconstruction |
| Richard S. Ayer (en)            | Républicain             | 31 janvier 1870 - 3 mars 1871               | 41e         | Élu pour terminer le court mandat. Retrait. |
| John Critcher (en)              | Démocrate               | 4 mars 1871 - 3 mars 1873                   | 42e         | Élu en 1870. Retrait. |
| James B. Senar (en)             | Républicain             | 4 mars 1873 - 3 mars 1875                   | 43e         | Élu en 1872. Perd sa réélection. |
| Beverly B. Douglas (en)         | Démocrate               | 4 mars 1875 - 22 décembre 1878              | 44e , 45e   | Élu en 1874. Réélu en 1876. Réélu en 1878, mais décède avant le début du mandat suivant. |
| Vacant                          | Vacant                  | 23 décembre 1878 - 22 janvier 1879          | 45e         | |
| Richard Lee Tubesville Beale    | Démocrate               | 23 janvier 1879 - 3 mars 1881               | 45e , 46e   | Élu pour terminer le mandat de Douglas. Retrait. |
| George T. Garrison (en)         | Démocrate               | 4 mars 1881 - 3 mars 1883                   | 47e         | Élu en 1880. Perd sa réélection. |
| Robert M. Mayo (en)             | Readjuster              | 4 mars 1883 - 20 mars 1884                  | 48e         | Élu en 1882. Élection invalidée. |
| George T. Garrison (en)         | Démocrate               | 20 mars 1884 - 3 mars 1885                  | 48e         | Retrait. |
| Thomas Croxton (en)             | Démocrate               | 4 mars 1885 - 3 mars 1887                   | 49e         | Élu en 1884. Perd sa réélection. |
| Thomas H. B. Browne (en)        | Républicain             | 4 mars 1887 - 3 mars 1891                   | 50e , 51e   | Élu en 1886. Réélu en 1888. Perd sa réélection. |
| William A. Jones (en)           | Démocrate               | 4 mars 1891 - 17 avril 1891 - 17 avril 1918 | 52e - 65e   | Élu en 1890. Réélu en 1892. Réélu en 1894. Réélu en 1896. Réélu en 1898. Réélu en 1900. Réélu en 1902. Réélu en 1904. Réélu en 1906. Réélu en 1908. Réélu en 1910. Réélu en 1912. Réélu en 1914. Réélu en 1916. Décès. |
| Vacant                          | Vacant                  | 18 avril 1918 - 2 juillet 1918              | 65e         | |
| S. Otis Bland (en)              | Démocrate               | 2 juillet 1918 - 3 mars 1933                | 65e - 72e   | Élu pour terminer le mandat de Jones. Réélu en 1918. Réélu en 1920. Réélu en 1922. Réélu en 1924. Réélu en 1926. Réélu en 1928. Réélu en 1930. Redécoupage vers le district at-large.                                  |
| District inactif                | District inactif        | 4 mars 1933 - 3 janvier 1935                | 73e         | |
| S. Otis Bland (en)              | Démocrate               | 3 janvier 1935 - 16 février 1950            | 74e - 81e   | Élu en 1934. Réélu en 1936. Réélu en 1938. Réélu en 1940. Réélu en 1942. Réélu en 1944. Réélu en 1946. Réélu en 1948. Décès.                                                                                           |
| Vacant                          | Vacant                  | 16 février 1950 - 2 mai 1950                | 81e         | |
| Edward J. Robeson Jr. (en)      | Démocrate               | 2 mai 1950 - 3 janvier 1959                 | 81e - 85e   | Élu pour terminer le mandat de Bland. Réélu en 1950. Réélu en 1952. Réélu en 1954. Réélu en 1956. Perd sa renomination.                                                                                                |
| Thomas N. Downing (en)          | Démocrate               | 3 janvier 1959 - 3 janvier 1977             | 86e - 94e   | Élu en 1958. Réélu en 1960. Réélu en 1962. Réélu en 1964. Réélu en 1966. Réélu en 1968. Réélu en 1970. Réélu en 1972. Réélu en 1974. Retrait.                                                                          |
| Paul Trible (en)                | Républicain             | 3 janvier 1977 - 3 janvier 1983             | 95e - 97e   | Élu en 1976. Réélu en 1978. Réélu en 1980. Retrait pour se présenter comme Sénateur des États-Unis. |
| Herbert H. Bateman (en)         | Républicain             | 3 janvier 1983 - 11 septembre 2000          | 98e - 106e  | Élu en 1982. Réélu en 1984. Réélu en 1986. Réélu en 1988. Réélu en 1990. Réélu en 1992. Réélu en 1994. Réélu en 1996. Réélu en 1998. Décès après avoir annoncé son retrait.                                            |
| Vacant                          | Vacant                  | 11 septembre 2000 - 3 janvier 2001          | 106e        | |
| Jo Ann Davis (en)               | Républicain             | 3 janvier 2001 - 6 octobre 2007             | 107e - 110e | Élue en 2000. Réélue en 2002. Réélue en 2004. Réélue en 2006. Décès. |
| Vacant                          | Vacant                  | 6 octobre 2007 - 11 décembre 2007           | 110e        | |
| Rob Wittman                     | Républicain             | 11 décembre 2007 - Présent                  | 110e - 118e | Élu pour terminer le mandat de Davis. Réélu en 2008. Réélu en 2010. Réélu en 2012. Réélu en 2014. Réélu en 2016. Réélu en 2018. Réélu en 2020. Réélu en 2022. Réélu en 2024.                                           |

## Résultats des récentes élections
Voici les résultats des dix précédents cycles électoraux dans le district.

### 2004
| Élection de 2004 du 1er district congressionnel de Virginie | Élection de 2004 du 1er district congressionnel de Virginie | Élection de 2004 du 1er district congressionnel de Virginie | Élection de 2004 du 1er district congressionnel de Virginie | Élection de 2004 du 1er district congressionnel de Virginie |
| ----------------------------------------------------------- | ----------------------------------------------------------- | ----------------------------------------------------------- | ----------------------------------------------------------- | ----------------------------------------------------------- |
| Parti                                                       | Parti                                                       | Candidat                                                    | Votes                                                       | %                                                           |
|                                                             | Républicain                                                 | Jo Ann Davis (en) (sortante)                                | 225 071                                                     | 78,6                                                        |
|                                                             | Indépendant                                                 | William A. Lee                                              | 57 434                                                      | 20,0                                                        |
|                                                             | Write-In                                                    | Write-In                                                    | 4 029                                                       | 1,4                                                         |
| Total des votes                                             | Total des votes                                             | Total des votes                                             | 286 534                                                     | 100 %                                                       |
|                                                             | Les Républicains conservent                                 |                                                             |                                                             |                                                             |

### 2006
| Élection de 2006 du 1er district congressionnel de Virginie | Élection de 2006 du 1er district congressionnel de Virginie | Élection de 2006 du 1er district congressionnel de Virginie | Élection de 2006 du 1er district congressionnel de Virginie | Élection de 2006 du 1er district congressionnel de Virginie |
| ----------------------------------------------------------- | ----------------------------------------------------------- | ----------------------------------------------------------- | ----------------------------------------------------------- | ----------------------------------------------------------- |
| Parti                                                       | Parti                                                       | Candidat                                                    | Votes                                                       | %                                                           |
|                                                             | Républicain                                                 | Jo Ann Davis (en) (sortante)                                | 143 889                                                     | 63,0                                                        |
|                                                             | Démocrate                                                   | Shawn M. O'Donnell                                          | 81 083                                                      | 35,5                                                        |
|                                                             | Indépendant                                                 | Marvin F. Pixton III                                        | 3 236                                                       | 1,4                                                         |
|                                                             | Write-In                                                    | Write-In                                                    | 326                                                         | 0,1                                                         |
| Total des votes                                             | Total des votes                                             | Total des votes                                             | 228 534                                                     | 100 %                                                       |
|                                                             | Les Républicains conservent                                 |                                                             |                                                             |                                                             |

### 2007 (Spéciale)
| Élection Spéciale de 2007 du 1er district congressionnel de Virginie | Élection Spéciale de 2007 du 1er district congressionnel de Virginie | Élection Spéciale de 2007 du 1er district congressionnel de Virginie | Élection Spéciale de 2007 du 1er district congressionnel de Virginie | Élection Spéciale de 2007 du 1er district congressionnel de Virginie |
| -------------------------------------------------------------------- | -------------------------------------------------------------------- | -------------------------------------------------------------------- | -------------------------------------------------------------------- | -------------------------------------------------------------------- |
| Parti                                                                | Parti                                                                | Candidat                                                             | Votes                                                                | %                                                                    |
|                                                                      | Républicain                                                          | Rob Wittman                                                          | 42 772                                                               | 60,8                                                                 |
|                                                                      | Démocrate                                                            | Philip Forgit                                                        | 26 282                                                               | 37,3                                                                 |
|                                                                      | Indépendant                                                          | Lucky R. Narain                                                      | 1 253                                                                | 1,8                                                                  |
|                                                                      | Write-In                                                             | Write-In                                                             | 75                                                                   | 0,1                                                                  |
| Total des votes                                                      | Total des votes                                                      | Total des votes                                                      | 70 382                                                               | 100 %                                                                |
|                                                                      | Les Républicains conservent                                          |                                                                      |                                                                      |                                                                      |

### 2008
| Élection de 2008 du 1er district congressionnel de Virginie | Élection de 2008 du 1er district congressionnel de Virginie | Élection de 2008 du 1er district congressionnel de Virginie | Élection de 2008 du 1er district congressionnel de Virginie | Élection de 2008 du 1er district congressionnel de Virginie |
| ----------------------------------------------------------- | ----------------------------------------------------------- | ----------------------------------------------------------- | ----------------------------------------------------------- | ----------------------------------------------------------- |
| Parti                                                       | Parti                                                       | Candidat                                                    | Votes                                                       | %                                                           |
|                                                             | Républicain                                                 | Rob Wittman (sortant)                                       | 203 839                                                     | 56,6                                                        |
|                                                             | Démocrate                                                   | Bill Day                                                    | 150 432                                                     | 41,8                                                        |
|                                                             | Libertarien                                                 | Nathan Larson                                               | 5 265                                                       | 1,5                                                         |
|                                                             | Write-In                                                    | Write-In                                                    | 756                                                         | 0,2                                                         |
| Total des votes                                             | Total des votes                                             | Total des votes                                             | 360 292                                                     | 100 %                                                       |
|                                                             | Les Républicains conservent                                 |                                                             |                                                             |                                                             |

### 2010
| Élection de 2008 du 1er district congressionnel de Virginie | Élection de 2008 du 1er district congressionnel de Virginie | Élection de 2008 du 1er district congressionnel de Virginie | Élection de 2008 du 1er district congressionnel de Virginie | Élection de 2008 du 1er district congressionnel de Virginie |
| ----------------------------------------------------------- | ----------------------------------------------------------- | ----------------------------------------------------------- | ----------------------------------------------------------- | ----------------------------------------------------------- |
| Parti                                                       | Parti                                                       | Candidat                                                    | Votes                                                       | %                                                           |
|                                                             | Républicain                                                 | Rob Wittman (sortant)                                       | 135 564                                                     | 63,9                                                        |
|                                                             | Démocrate                                                   | Krystal M. Ball                                             | 73 824                                                      | 34,8                                                        |
|                                                             | Independent Greens (en)                                     | G. Gail Parker                                              | 2 544                                                       | 1,2                                                         |
|                                                             | Write-In                                                    | Write-In                                                    | 304                                                         | 0,1                                                         |
| Total des votes                                             | Total des votes                                             | Total des votes                                             | 212 236                                                     | 100 %                                                       |
|                                                             | Les Républicains conservent                                 |                                                             |                                                             |                                                             |

### 2012
| Élection de 2012 du 1er district congressionnel de Virginie | Élection de 2012 du 1er district congressionnel de Virginie | Élection de 2012 du 1er district congressionnel de Virginie | Élection de 2012 du 1er district congressionnel de Virginie | Élection de 2012 du 1er district congressionnel de Virginie |
| ----------------------------------------------------------- | ----------------------------------------------------------- | ----------------------------------------------------------- | ----------------------------------------------------------- | ----------------------------------------------------------- |
| Parti                                                       | Parti                                                       | Candidat                                                    | Votes                                                       | %                                                           |
|                                                             | Républicain                                                 | Rob Wittman (sortant)                                       | 200 845                                                     | 56,3                                                        |
|                                                             | Démocrate                                                   | Adam M. Cook                                                | 147 036                                                     | 41,2                                                        |
|                                                             | Independent Greens (en)                                     | G. Gail Parker                                              | 8 308                                                       | 2,3                                                         |
|                                                             | Write-In                                                    | Write-In                                                    | 617                                                         | 0,2                                                         |
| Total des votes                                             | Total des votes                                             | Total des votes                                             | 356 806                                                     | 100 %                                                       |
|                                                             | Les Républicains conservent                                 |                                                             |                                                             |                                                             |

### 2014
| Élection de 2014 du 1er district congressionnel de Virginie | Élection de 2014 du 1er district congressionnel de Virginie | Élection de 2014 du 1er district congressionnel de Virginie | Élection de 2014 du 1er district congressionnel de Virginie | Élection de 2014 du 1er district congressionnel de Virginie |
| ----------------------------------------------------------- | ----------------------------------------------------------- | ----------------------------------------------------------- | ----------------------------------------------------------- | ----------------------------------------------------------- |
| Parti                                                       | Parti                                                       | Candidat                                                    | Votes                                                       | %                                                           |
|                                                             | Républicain                                                 | Rob Wittman (sortant)                                       | 131 851                                                     | 62,9                                                        |
|                                                             | Démocrate                                                   | Norm Mosher                                                 | 72 054                                                      | 34,4                                                        |
|                                                             | Independent Greens (en)                                     | G. Gail Parker                                              | 5 097                                                       | 2,4                                                         |
|                                                             | Write-In                                                    | Write-In                                                    | 604                                                         | 0,3                                                         |
| Total des votes                                             | Total des votes                                             | Total des votes                                             | 209 606                                                     | 100 %                                                       |
|                                                             | Les Républicains conservent                                 |                                                             |                                                             |                                                             |

### 2016
| Élection de 2016 du 1er district congressionnel de Virginie | Élection de 2016 du 1er district congressionnel de Virginie | Élection de 2016 du 1er district congressionnel de Virginie | Élection de 2016 du 1er district congressionnel de Virginie | Élection de 2016 du 1er district congressionnel de Virginie |
| ----------------------------------------------------------- | ----------------------------------------------------------- | ----------------------------------------------------------- | ----------------------------------------------------------- | ----------------------------------------------------------- |
| Parti                                                       | Parti                                                       | Candidat                                                    | Votes                                                       | %                                                           |
|                                                             | Républicain                                                 | Rob Wittman (sortant)                                       | 230 213                                                     | 59,86                                                       |
|                                                             | Démocrate                                                   | Matt Rowe                                                   | 140 785                                                     | 36,61                                                       |
|                                                             | Indépendant                                                 | Glenda Parker                                               | 12 866                                                      | 3,35                                                        |
|                                                             | Write-In                                                    | Write-In                                                    | 737                                                         | 0,19                                                        |
| Total des votes                                             | Total des votes                                             | Total des votes                                             | 384 601                                                     | 100 %                                                       |
|                                                             | Les Républicains conservent                                 |                                                             |                                                             |                                                             |

### 2018
| Élection de 2018 du 1er district congressionnel de Virginie | Élection de 2018 du 1er district congressionnel de Virginie | Élection de 2018 du 1er district congressionnel de Virginie | Élection de 2018 du 1er district congressionnel de Virginie | Élection de 2018 du 1er district congressionnel de Virginie |
| ----------------------------------------------------------- | ----------------------------------------------------------- | ----------------------------------------------------------- | ----------------------------------------------------------- | ----------------------------------------------------------- |
| Parti                                                       | Parti                                                       | Candidat                                                    | Votes                                                       | %                                                           |
|                                                             | Républicain                                                 | Rob Wittman (sortant)                                       | 183 250                                                     | 55,18                                                       |
|                                                             | Démocrate                                                   | Vangie Williams                                             | 148 464                                                     | 44,70                                                       |
|                                                             | Write-In                                                    | Write-In                                                    | 387                                                         | 0,12                                                        |
| Total des votes                                             | Total des votes                                             | Total des votes                                             | 332 101                                                     | 100 %                                                       |
|                                                             | Les Républicains conservent                                 |                                                             |                                                             |                                                             |

### 2020
| Élection de 2020 du 1er district congressionnel de Virginie | Élection de 2020 du 1er district congressionnel de Virginie | Élection de 2020 du 1er district congressionnel de Virginie | Élection de 2020 du 1er district congressionnel de Virginie | Élection de 2020 du 1er district congressionnel de Virginie |
| ----------------------------------------------------------- | ----------------------------------------------------------- | ----------------------------------------------------------- | ----------------------------------------------------------- | ----------------------------------------------------------- |
| Parti                                                       | Parti                                                       | Candidat                                                    | Votes                                                       | %                                                           |
|                                                             | Républicain                                                 | Rob Wittman (sortant)                                       | 260 706                                                     | 58,2                                                        |
|                                                             | Démocrate                                                   | Quasim Rashid                                               | 186 927                                                     | 41,8                                                        |
| Total des votes                                             | Total des votes                                             | Total des votes                                             | 447 633                                                     | 100 %                                                       |
|                                                             | Les Républicains conservent                                 |                                                             |                                                             |                                                             |

### 2022
Les Primaire Républicaines et Démocrates ont été annulées. Rob Whittman (R-Sortant), et Herb Jones (D) avancent vers l'Éléction Générale.
| Élection de 2022 du 1er district congressionnel de Virginie | Élection de 2022 du 1er district congressionnel de Virginie | Élection de 2022 du 1er district congressionnel de Virginie | Élection de 2022 du 1er district congressionnel de Virginie | Élection de 2022 du 1er district congressionnel de Virginie |
| ----------------------------------------------------------- | ----------------------------------------------------------- | ----------------------------------------------------------- | ----------------------------------------------------------- | ----------------------------------------------------------- |
| Parti                                                       | Parti                                                       | Candidat                                                    | Votes                                                       | %                                                           |
|                                                             | Républicain                                                 | Rob Wittman (sortant)                                       | 191 828                                                     | 56,0                                                        |
|                                                             | Démocrate                                                   | Herb Jones                                                  | 147 229                                                     | 43,0                                                        |
|                                                             | Indépendant                                                 | David Bruce Foster                                          | 3388                                                        | 1,0                                                         |
|                                                             | Write-In                                                    | Write-In                                                    | 293                                                         | 0,1                                                         |
| Total des votes                                             | Total des votes                                             | Total des votes                                             | 342 738                                                     | 100 %                                                       |
|                                                             | Les Républicains conservent                                 |                                                             |                                                             |                                                             |

### 2024
La Primaire Républicaine a été annulée. Rob Whittman (R-Sortant) avance vers l'Élection Générale.
| Primaire Démocrate de 2024 du 1er district congressionnel de Virginie | Primaire Démocrate de 2024 du 1er district congressionnel de Virginie | Primaire Démocrate de 2024 du 1er district congressionnel de Virginie | Primaire Démocrate de 2024 du 1er district congressionnel de Virginie | Primaire Démocrate de 2024 du 1er district congressionnel de Virginie |
| --------------------------------------------------------------------- | --------------------------------------------------------------------- | --------------------------------------------------------------------- | --------------------------------------------------------------------- | --------------------------------------------------------------------- |
| Parti                                                                 | Parti                                                                 | Candidat                                                              | Votes                                                                 | %                                                                     |
|                                                                       | Démocrate                                                             | Leslie Mehta                                                          | 15 253                                                                | 66,6                                                                  |
|                                                                       | Démocrate                                                             | Herbert Jones                                                         | 7653                                                                  | 33,4                                                                  |

| Élection de 2024 du 1er district congressionnel de Virginie | Élection de 2024 du 1er district congressionnel de Virginie | Élection de 2024 du 1er district congressionnel de Virginie | Élection de 2024 du 1er district congressionnel de Virginie | Élection de 2024 du 1er district congressionnel de Virginie |
| ----------------------------------------------------------- | ----------------------------------------------------------- | ----------------------------------------------------------- | ----------------------------------------------------------- | ----------------------------------------------------------- |
| Parti                                                       | Parti                                                       | Candidat                                                    | Votes                                                       | %                                                           |
|                                                             | Républicain                                                 | Rob Wittman (sortant)                                       | TBD                                                         | TBD                                                         |
|                                                             | Démocrate                                                   | Leslie Mehta                                                | TBD                                                         | TBD                                                         |
| Total des votes                                             | Total des votes                                             | Total des votes                                             | TBD                                                         | 100 %                                                       |
|                                                             |                                                             |                                                             |                                                             |                                                             |

## Frontières historiques du district
Le 1er district de Virginie a débuté en 1788 et couvrait les comtés de Berkeley, Frederick, Hampshire, Hardy, Harrison, Monongalia, Ohio, Randolph et Shenandoah. Parmi ceux-ci, seuls les comtés de Shenandoah et Frederick se trouvent aujourd'hui en Virginie ; le reste fait désormais partie de la Virginie-Occidentale. Les comtés modernes de Clarke, Warren et la majeure partie de Page ainsi que la ville indépendante de Winchester ont été inclus dans les comtés de Frederick et Shenandoah en 1788. En Virginie occidentale, tout l'État actuel au nord et à l'est d'une ligne généralisée allant du Comté de Wood au Comté de Pocahontas faisait partie du district. La seule exception était que le Comté de Pendleton, en Virginie occidentale, faisait partie du 3e district de Virginie.
Lors de la redistribution qui suivit le recensement de 1850 (en vigueur de 1853 à 1863), le 1er district comprenait seize comtés de l'est de la Virginie. Les comtés comprenaient (entre autres) Accomack, Essex, Gloucester, James City, King and Queen, Mathews, Middlesex, New Kent, Richmond, Warwick et Westmoreland. Lors d'une élection spéciale de l'Union en 1862, trois des seize comtés du district de l'Union ont fourni des résultats.
Le 1er district se distingue par sa forte présence d'institutions militaires, notamment le Naval Surface Warfare Center. Un nombre croissant d'électeurs militaires et retraités ont fait basculer la circonscription vers la droite.

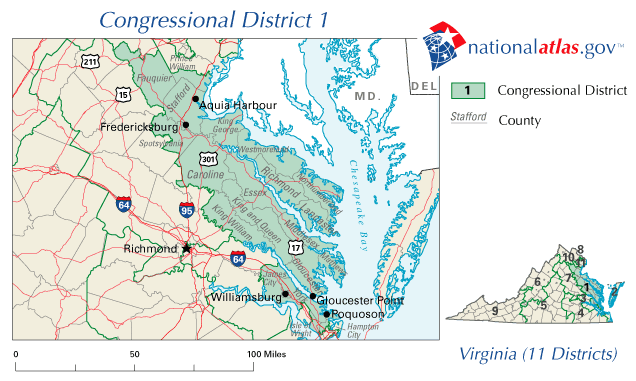
2003 - 2013

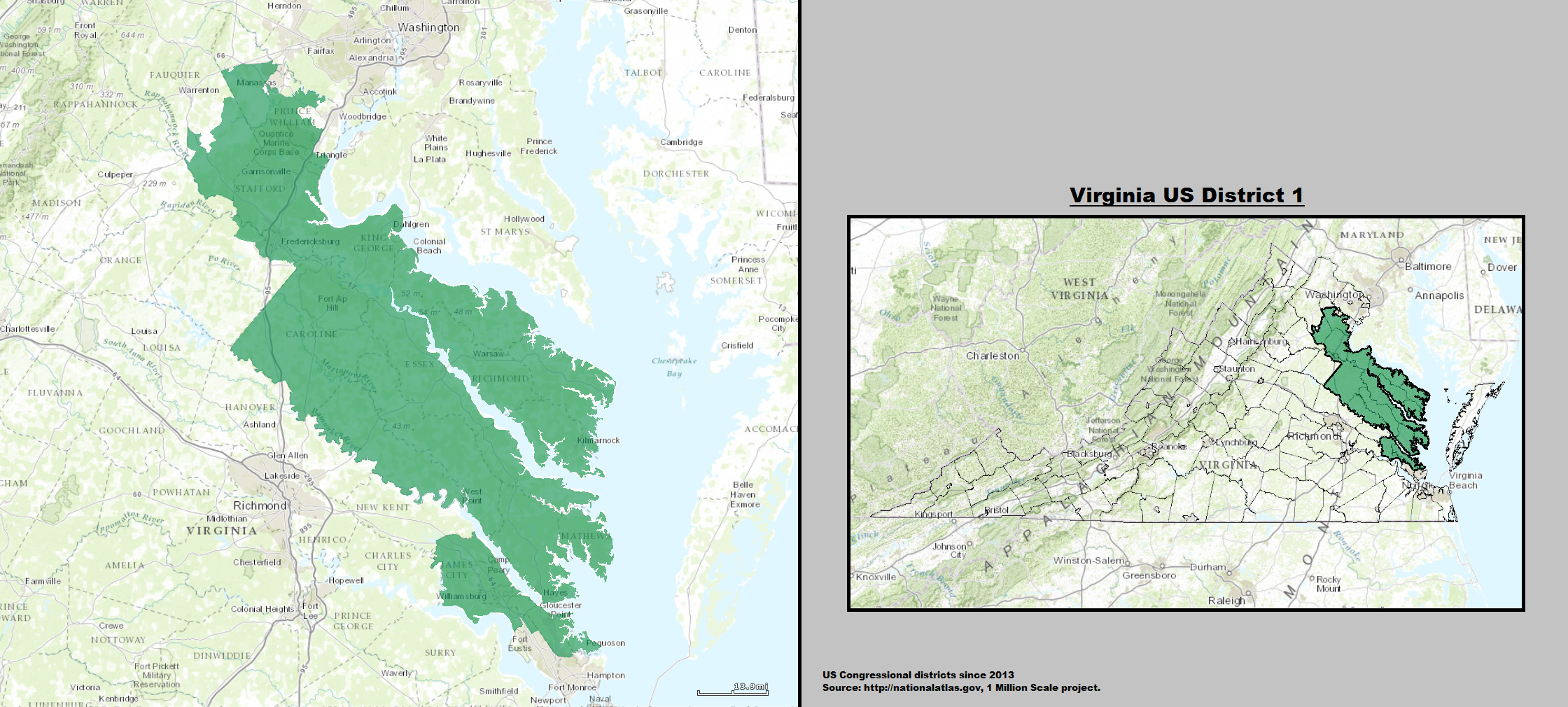
2013 - 2017

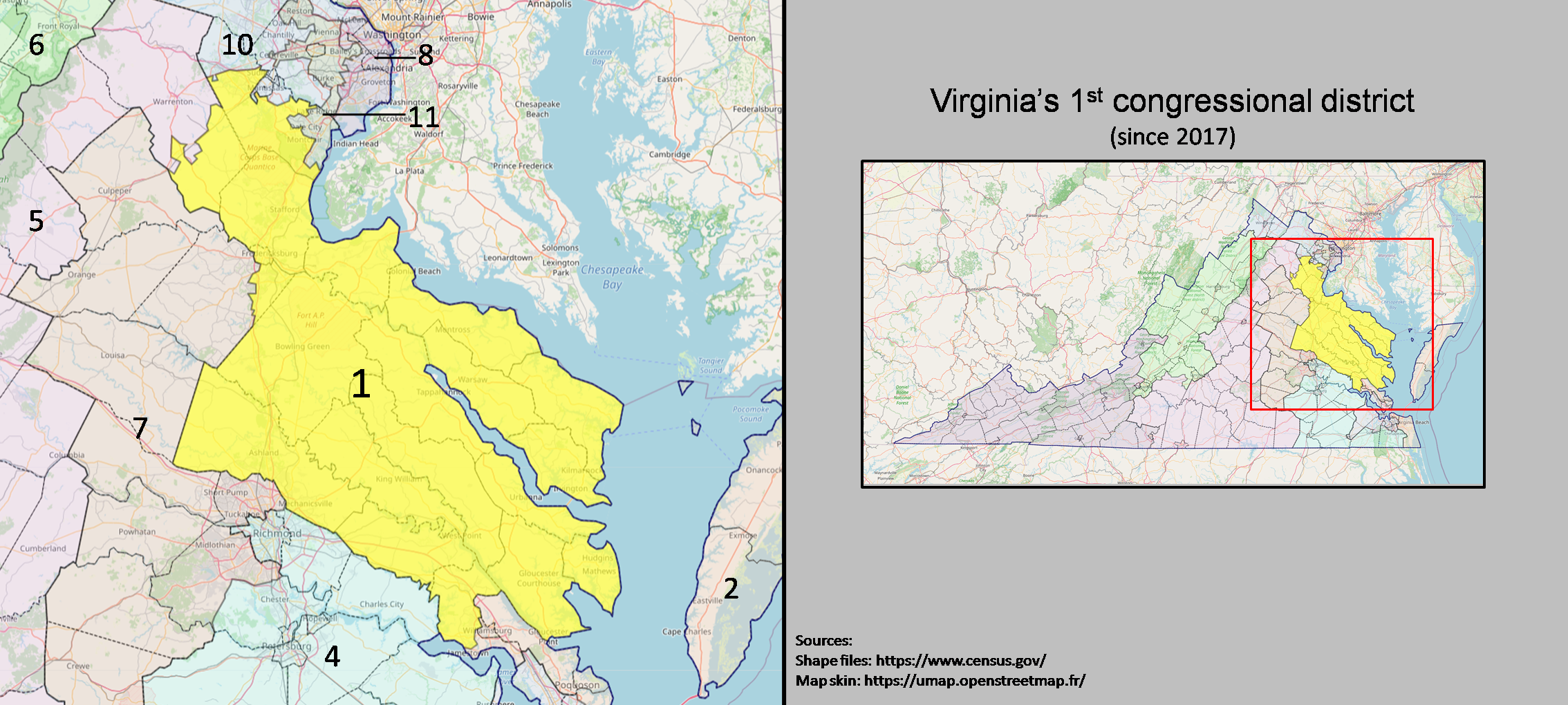
2017 - 2023